# Струмяне
Струмя́не (стримонцы) — южнославянское племя, населявшее в Средние века земли вдоль реки Струмы.

## Этноним
О. Н. Трубачёв считал, что этноним струмляне/струменцы является калькой с названия одного из фракийских племен — Στρυμονιοι, которое означает «по реке Стримону (струме)».